# Hornepayne
Hornepayne to gmina (ang. township) w Kanadzie, w prowincji Ontario, w dystrykcie Algoma.
Powierzchnia Hornepayne to 204,52 km².
Według danych spisu powszechnego z roku 2001 Hornepayne liczy 1362 mieszkańców (6,66 os./km²).